# Serie de Sheffer
En matemáticas, una serie de Sheffer o potencioide es una serie polinómica {  pn (x) :n = 0, 1, 2, 3, . . . } en la que el índice de cada polinomio es igual a su grado, satisfaciendo determinadas condiciones relacionadas con el cálculo umbral en combinatoria. Deben su nombre a Isador M. Sheffer.

## Definición
Sea una serie polinómica pn. Se define el operador lineal Q sobre los polinomios en x por la relación
{\displaystyle Qp_{n}(x)=np_{n-1}(x)\,.}
Esta regla determina Q para todos los polinomios. La serie polinómica pn es una serie de Sheffer si el operador lineal Q que se acaba de definir es equivariante al cambio. Aquí, se dice que un operador lineal Q sobre los polinomios es equivariante al cambio si, siempre que f(x) = g(x + a) = Ta g(x) es un "cambio" de g(x), entonces (Qf)(x) = (Qg) (x + a); es decir, Q conmuta con cada operador de cambio: TaQ = QTa. Tal Q es un operador delta.

## Propiedades
El conjunto de todas las series de Sheffer es un grupo bajo la operación de la composición umbral de las series polinómicas, definida de la siguiente manera: supóngase que { pn(x): n = 0, 1, 2, 3, ...  } y { qn(x): n = 0, 1, 2, 3, ... } son series polinómicas, dadas por
{\displaystyle p_{n}(x)=\sum _{k=0}^{n}a_{n,k}x^{k}\ {\mbox{y}}\ q_{n}(x)=\sum _{k=0}^{n}b_{n,k}x^{k}.}
Entonces, la composición umbral {\displaystyle p\circ q} es la serie polinómica cuyo n-ésimo término es
{\displaystyle (p_{n}\circ q)(x)=\sum _{k=0}^{n}a_{n,k}q_{k}(x)=\sum _{0\leq k\leq \ell \leq n}a_{n,k}b_{k,\ell }x^{\ell }}
(el subíndice n aparece en pn, ya que este es el término n de esa serie, pero no en q, ya que se refiere a la serie como un todo en lugar de a cada uno de sus términos).
El elemento neutro de este grupo es la base monomial estándar.
{\displaystyle e_{n}(x)=x^{n}=\sum _{k=0}^{n}\delta _{n,k}x^{k}.}
Dos subgrupos importantes son el grupo de la serie de Appell, que son aquellas secuencias para las que el operador Q es una mera diferenciación, y el grupo de series de tipo binomial, que son aquellas que satisfacen la identidad
{\displaystyle p_{n}(x+y)=\sum _{k=0}^{n}{n \choose k}p_{k}(x)p_{n-k}(y).}
Una serie de Sheffer { pn (x) : n = 0, 1, 2, . . . } es de tipo binomial si y solo si se cumplen las condiciones siguientes
{\displaystyle p_{0}(x)=1\,}
y
{\displaystyle p_{n}(0)=0{\mbox{ para }}n\geq 1.\,}
El grupo de series de Appell es abeliano; pero el grupo de series de tipo binomial no lo es. El grupo de series de Appell es un subgrupo normal; El grupo de series de tipo binomial no lo es. El grupo de series de Sheffer es un producto semidirecto del grupo de series de Appell y del grupo de series de tipo binomial. De ello se deduce que cada clase lateral del grupo de series de Appell contiene exactamente una serie de tipo binomial. Dos series de Sheffer están en la misma clase lateral si y solo si el operador Q descrito anteriormente y llamado el operador delta de esa serie es el mismo operador lineal en ambos casos. En general, un operador delta es una aplicación lineal equivalente al cambio en polinomios que reduce el grado en uno. El término se debe a F. Hildebrandt.
Si sn (x) es una serie de Sheffer y pn (x) es la única serie de tipo binomial que comparte el mismo operador delta, entonces
{\displaystyle s_{n}(x+y)=\sum _{k=0}^{n}{n \choose k}p_{k}(x)s_{n-k}(y).}
A veces, el término serie de Sheffer se define como una serie que guarda esta relación con alguna serie de tipo binomial. En particular, si { sn (x)} es una serie de Appell, entonces
{\displaystyle s_{n}(x+y)=\sum _{k=0}^{n}{n \choose k}x^{k}s_{n-k}(y).}
La serie de polinomios de Hermite, la serie de polinomios de Bernoulli y los monomios {xn: n = 0, 1, 2, ...} son ejemplos de series de Appell.
Una serie de Sheffer pn se caracteriza por su función generadora
{\displaystyle \sum _{n=0}^{\infty }{\frac {p_{n}(x)}{n!}}t^{n}=A(t)\exp(xB(t))\,}
donde A y B son series de potencias (formales) en t. Las series de Sheffer son, por lo tanto, ejemplos de polinomios de Appell generalizados y, por lo tanto, tienen un relación de recurrencia asociada.

## Ejemplos
Los ejemplos de series polinómicas que son series de Sheffer incluyen:
- Los polinomios de Abel;
- Los polinomios de Bernoulli;
- Los polinomios factoriales centrales;
- Los polinomios de Hermite;
- Los polinomios de Laguerre;
- Los polinomios de Mahler;
- Los monomios {xn: n = 0, 1, 2, ...};
- Los polinomios de Mott;